# Luenell
Luenell Campbell, född 12 mars 1959 i Tollette, Arkansas, USA, är en amerikansk komiker och skådespelerska.

## Eksterna länkar
- Luenell på Internet Movie Database (engelska)